# State Grid Corporation
A Companhia Nacional da Rede Elétrica da China  ou, em língua inglesa, State Grid Corporation of China (SGCC) (em Chinês simplificado: 国家电网公司, Chinês tradicional: 國家電網公司, Pinyin: Guójiā Diànwǎng Gōngsī), é uma empresa de energia na República Popular da China, que é responsável pela maior parte da operação da rede elétrica nacional. A companhia é a maior empresa de transmissão de energia elétrica e de distribuição na China e no mundo, com sede no Distrito Xicheng, Beijing. Também é a segunda empresa global com relação ao número de empregados (1,5 milhões) atrás da Walmart. Em 2010, a empresa registrou um volume de negócios de 226.294 milhões USD. 
Ficou, em 2010, no 8° lugar da lista da Fortune 500.

## Histórico
A China iniciou uma reforma no setor de energia do país em um processo de três etapas em 1986. Na terceira e última etapa, em março de 2002, o Conselho de Estado da República Popular da China colocou em prática um plano para reestruturar o sistema de energia elétrica do país a fim de criar concorrência e separar as funções de geração e transmissão. 
Em 2002, os ativos da Corporação Estatal de Energia Elétrica (国家 电网公司; State Power Corporation of China) foram divididos em cinco empresas de geração de energia (China Huaneng Group, China Huadian, China Datang, China Guodian e China Power Investment); duas companhias de transmissão e distribuição de energia, a State Grid Corporation of China (SGCC), com sede em Pequim, e a Companhia da Rede Elétrica do Sul da China com sede em Cantão; e mais quatro empresas de negócios auxiliares.
A SGCC manteve uma capacidade de geração de 6,47 GW em usinas de energia que foram autorizadas a serem administradas pela empresa enquanto não fosse concluído seu processo de privatização, cuja previsão era no início de 2007.

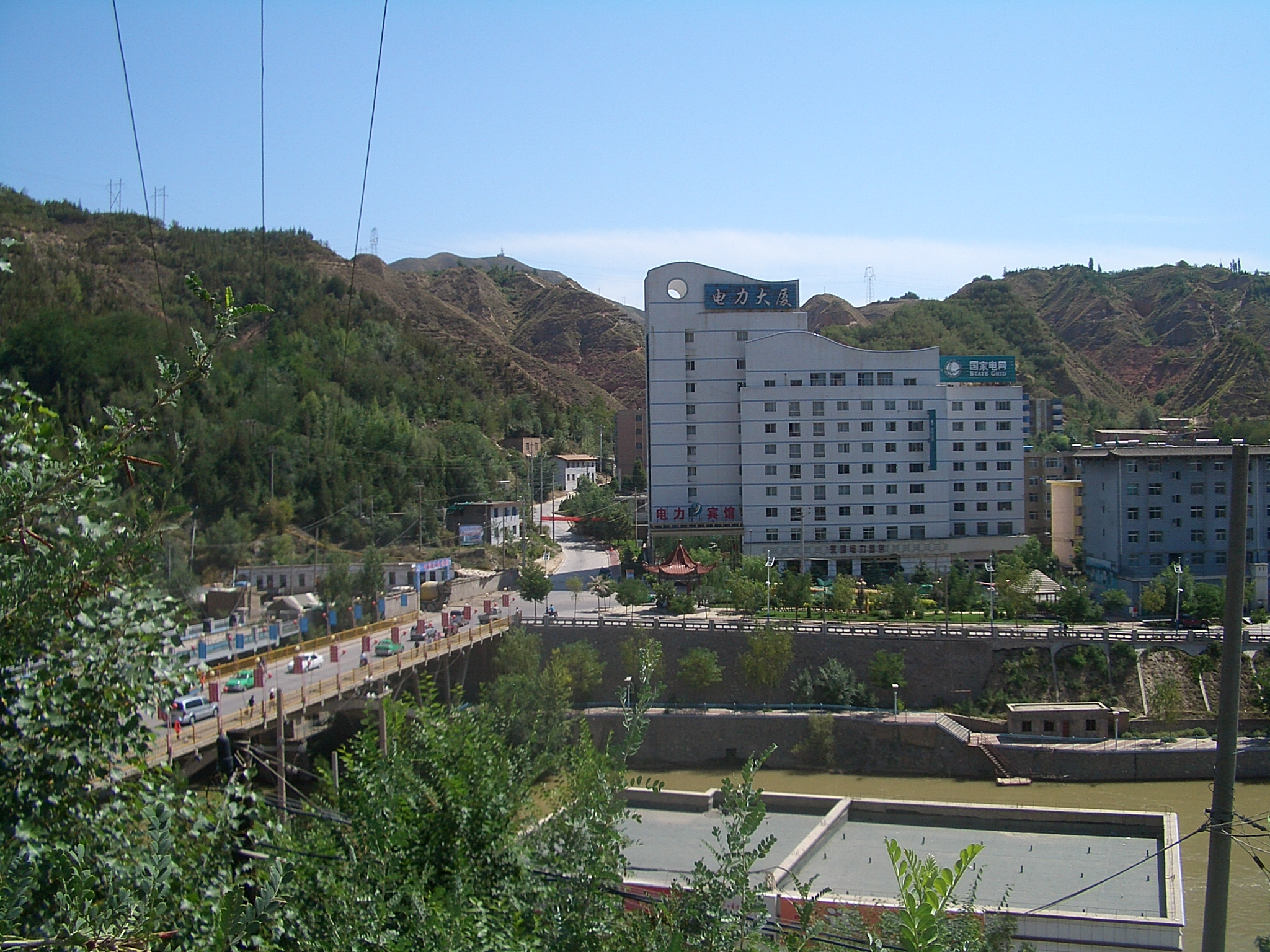
Edifício da Companhia Nacional de Rede Elétrica com escritórios na cidade de Liujiaxia (Yongjing província), a jusante da Barragem de Liujiaxia.

No início dos anos 2000, a escassez de energia elétrica fez com que o governo instituísse apagões rotativos. A State Grid Corporation estimou que houve 1 trilhão de yuans em perdas de 2002 a 2005.  
A State Grid Corporation of China operou a primeira linha de energia de corrente alternada de 1.000 quilovolts entre o norte de Shanxi e o centro de Hubei em janeiro de 2009. 

Em 2012, iniciou a operação de uma linha de corrente contínua de 800 quilovolts que envia energia hidrelétrica do oeste de Sichuan para Xangai. Também possui uma linha de circuito de corrente alternada no delta do rio Yangtze e três linhas longitudinais de corrente alternada que trazem energia para o sul da China a partir da região norte.
A State Grid Corporation estava envolvida em um projeto de rede inteligente multifásica para a rede elétrica da China planejado para 2011-2015. Os esforços de rede inteligente da China usam intensamente linhas de ultra alta tensão (UHV). Vários projetos de construção de UHV começaram em 2012 para trazer linhas de energia UHV através de Huainan, Wannan e Xangai e outro de Xilingol League para Nanquim. Até 2015, a empresa planejou ter mais três linhas UHV horizontais através da Mongólia Interior Ocidental até Weifang, de Shanxi Central – Xuzhou a Yaan – sul de Anhui e 11 outras linhas até 2015. 
Em 2015, a SGCC propôs a Interconexão Global de Energia, uma proposta de longo prazo para desenvolver redes inteligentes integradas globalmente e redes de transmissão de ultra alta tensão para conectar mais de 80 países. A ideia é apoiada pelo presidente Xi Jinping e pela China na tentativa de desenvolver apoio em vários fóruns internos, incluindo órgãos da ONU. 
Pelo menos desde 2024, a SGCC é a maior empresa de serviços públicos de energia do mundo. Ela opera quase toda a rede de transmissão de energia da China. 

## Estrutura
As subsidiárias da SGCC: 

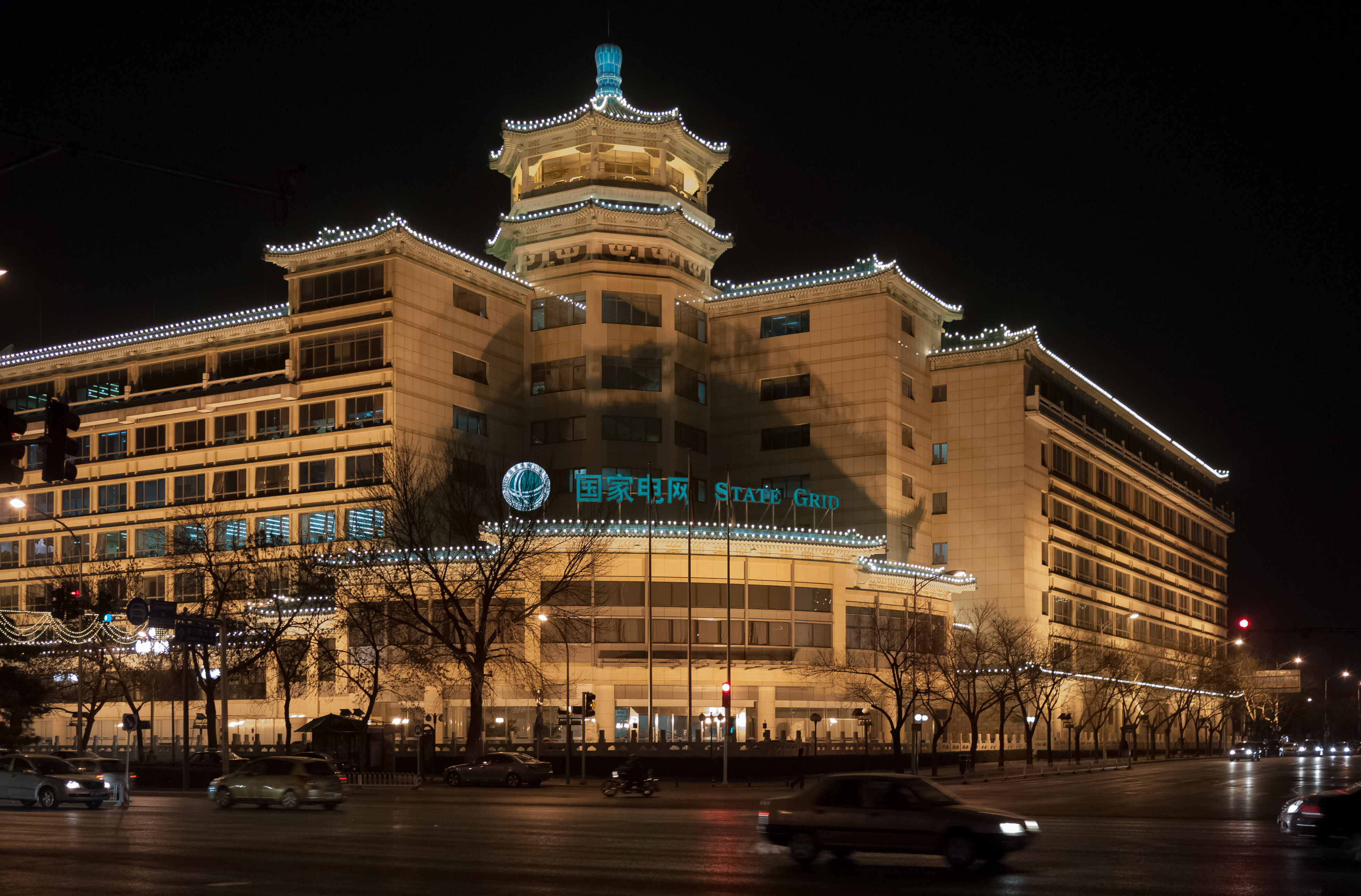
Prédio da SGCC em Pequim.

- Rede do Nordeste da China (NECG - Northeast China Grid) - Pequim
- Rede do Norte da China (NCGC - North China Grid) - Shenyang
- Rede China Oriental (ECG - East China Grid) - Xangai
- Rede da China Central (CCG - Central China Grid) - Wuhan
- Rede do Noroeste da China (LOD - Northwest China Grid) - Xi'an
- Rede do Sudoeste da China (SGC -Southwest China Grid) - Chengdu

A State Grid é responsável por cerca de 80% da rede de energia chinesa, com a China Southern Power Grid sendo responsável pelos 20% restantes.

## Atuação internacional
Em 12 de dezembro de 2007, a licitação para uma licença de 25 anos para operar a rede elétrica das Filipinas — privatização da gestão da National Transmission Corporation (TransCo), de propriedade do governo filipino  —  foi vencida por um consórcio da Monte Oro Grid Resources Corp., State Grid Corporation of China, e a Calaca High Power Corp., ao apresentar a maior oferta de US$ 3,95 bilhões, pelo direito de operar a TransCo por 25 anos.
Na Austrália, a State Grid detém uma participação de 41% na ElectraNet, uma participação de 19,9% na AusNet Services e uma participação de 60% na Jemena.
No Chile, a State Grid adquiriu a Chilquinta Energía, a terceira maior distribuidora de eletricidade do Chile, e a Tecnored SA, que fornece serviços de construção para a Chilquinta. O negócio foi fechado em 24 de junho de 2020. Em 13 de novembro de 2020, foi anunciado que a State Grid havia chegado a um acordo para adquirir a Compañia General de Electricidad (CGE), a maior distribuidora de eletricidade neste país. 
Em Itália, a State Grid detém uma participação de 35% na CDP Reti, que detém um terço das operadoras de redes eléctricas e de gás italianas, Terna e Snam. 

### Portugal
Em 2 de Fevereiro de 2012 o governo português aprovou a venda de 25% das ações da empresa Redes Energéticas Nacionais à chinesa State Grid Corporation.

### Brasil
Em 2017 a State Grid Brazil Power Participações S.A. (SGBP) assumiu o controle acionário da CPFL Energia, detendo 83,7% do capital social da empresa paulista.